# Till Seifert
Till Seifert (* 30. Mai 1992 in Peine) ist ein deutschsprachiger Sänger, Songwriter und Popmusiker.

## Leben
Till Seifert wuchs in Braunschweig auf und besuchte dort die Wilhelm-Bracke-Gesamtschule, die er 2011 mit dem Abitur abschloss. 2012 begann er ein Studium der Theater- und Medienwissenschaften an der Universität Bayreuth. 2013–2016 folgten die Ausbildung und der Abschluss zum Atem-, Sprech- und Stimmlehrer in Bad Nenndorf.

## Musik
Während seiner Schulzeit sammelte Till Seifert erste musikalische Erfahrungen in der Musical AG der Wilhelm-Bracke-Gesamtschule und im Jugendtheater Braunschweig. Einige Zeit hatte er Klavierunterricht bei Otto Wolters und begann während der Schulzeit mit dem Texten und Komponieren eigener Songs am Klavier und auf der Gitarre. Das Gitarrenspiel brachte sich Till Seifert autodidaktisch bei. 2011 trat er mit der Veröffentlichung einer ersten eigenen CD und eigenen Konzerten in Erscheinung (Blaulicht Verlag, Helmstedt). Im Jahr 2012 spielte Till Seifert Support für die Band Revolverheld im Allerpark Wolfsburg. 2013 erhielt er ein Stipendium für die Singer-/Songwriter Akademie „Popstart“ zur Förderung des popmusikalischen Nachwuchses in Deutschland, gemeinsam mit anderen Musikern wie Valentina Mér, Lilly Among Clouds, Sacrety u. a. 2015 folgte ein Support für Gregor Meyle in Nagold, 2019 dann ein Support für Heather Nova in Zürich. Till Seifert unterzeichnete 2018 seinen Plattenvertrag bei Meadow Lake Music in Leipzig und 2020 einen Verlagsvertrag bei BMG Rights in Berlin. Im Jahr 2020 startete Till Seifert, gemeinsam mit seinem Label Meadow Lake Music und der Sound ´n Scripture GmbH, den Musikmarathon „Soweit 2020“. Er fuhr in 14 Etappen 1400 km mit dem Fahrrad von Flensburg nach Garmisch-Partenkirchen und lief als finale Etappe auf den Gipfel der Zugspitze. In den für Musiker schwierigen Corona-Zeiten macht Till Seifert auf die Situation der freischaffenden Künstler aufmerksam und spielt zahlreiche Live-Konzerte, sowie Streaming-Konzerte.

## Diskografie
| Jahr | Titel                          | Label                  | Erstveröffentlichung | Anmerkung |
| ---- | ------------------------------ | ---------------------- | -------------------- | --------- |
| 2011 | Zwischen Fortgehen und Bleiben | Blaulicht Verlag       | 16.10.2011           | Album     |
| 2019 | Fassaden                       | Meadow Lake Music GmbH | 16.08.2019           | EP        |
| 2020 | Mein Herz Dein Herz            | Meadow Lake Music GmbH | 28.05.2020           | Single    |
| 2020 | So weit                        | Meadow Lake Music GmbH | 18.09.2020           | Single    |
| 2020 | Der beste Ort sind wir         | Meadow Lake Music GmbH | 02.10.2020           | Album     |

## Auszeichnungen
- 2010 – 1. Platz SONGLive Creativ Wettbewerb der Sängerakademie Hamburg – Schirmherrschaft: Heinz Rudolf Kunze[9]
- 2012 – Gewinner des 1. Förderpreises beim Troubadour Wettbewerb im Le Méridien Hotel Stuttgart